# Peter Vasiljevič Bazanov
Peter vasiljevič Bazanov (rusko Базанов Пётр Васильевич), sovjetski letalski častnik, vojaški pilot in letalski as, * 1. januar 1923, Rameški, † 2003.
Bazanov je v svoji vojaški karieri dosegel 22 samostojnih in 6 skupnih zračnih zmag.

## Življenjepis
Leta 1941 je vstopil v Kačinsko vojnoletalsko šolo, ki jo je končal naslednje leto. Nato je letel v sestavi 155. lovskega lealskega polka in 3. garndega lovskega letalskega polka.
Opravil je 360 bojnih poletov in sodeloval v 62 zračnih bojih.

## Odlikovanja
- heroj Sovjetske zveze (26. oktober 1944)
- red Lenina
- 2x red rdeče zastave
- 3x red domovinske vojne 1. stopnje
- 3x red rdeče zvezde
- red za služenje v oboroženih silah ZSSR 3. stopnje